# Rapport de la mission flash sur les relations parents-école
Le rapport de la mission flash sur les relations entre l'école et les parents a été présenté par les députées Aurore Bergé et Béatrice Descamps, co-rapporteures, le mercredi 31 janvier 2018, et formule 25 propositions pour renforcer le lien entre les parents et l'école. 

## Contexte
À la suite de la loi du 8 juillet 2013 d'orientation et de programmation pour la refondation de l'École de la République, qui consacre pleinement le rôle des parents dans l'école, la députée Valérie Corre a été chargée, en 2014, d'une mission d'information sur le thème des relations entre parents et école. 

## Résultats des auditions
Les co-rapporteures du rapport de 2018, Aurore Bergé et Béatrice Descamps, ont mené plus de 60 auditions du monde éducatif pour présenter leur rapport. 
Si les personnes auditionnées ont salué les préconisations du rapport de 2014 dans leur ensemble, elles ont aussi mis en lumière la nécessité d'en abandonner certaines, jugées non pertinentes ou incompatibles sur le terrain (comme celles de confier la présidence du conseil d'administration d'un lycée à une personnalité extérieure, d'instituer des médiateurs école-parents auprès des établissements ou encore de rencontrer les parents les plus éloignés de l'école à leur domicile). Elles ont, par ailleurs, souligné le traitement trop superficiel de certaines spécificités territoriales, rurales ou ultramarines, qui ne permet pas de prendre en compte les réalités que rencontrent les équipes éducatives au quotidien. 

## Préconisations du rapport
Le rapport de la mission flash formule alors 25 propositions qui peuvent se résumer ainsi : 
- Mieux former les enseignants tout au long de leur carrière à la relation aux parents ;
- Mieux informer les parents dès la rentrée scolaire des attentes des enseignants
- Privilégier les rencontres informelles, plus inclusives de tous les parents ;
- Impliquer les parents dans tous les dispositifs de lutte contre le décrochage scolaire ;
- Mieux associer les intervenants associatifs pour conforter le lien parents-école[5].